# Конвой «Вевак Йото № 2»
Конвой «Вевак Йото № 2» — японський конвой часів Другої світової війни, проведення якого відбувалось у лютому 1944-го.
Пунктом призначення конвою був Вевак на північному узбережжі Нової Гвінеї, де розміщувався головний японський гарнізон на цьому острові. Вихідним пунктом став Палау — важливий транспортний хаб на заході Каролінських островів.
До складу конвою увійшли транспорти «Тасманія-Мару» та «Ясіма-Мару» (Yashima Maru), при цьому варто відзначити, що японське судно з назвою «Ясіма-Мару» також могло бути відомим як «Хасшу-Мару» (Hasshu Maru).
Конвой вийшов з порту 13 лютого 1944-го. Певний час охорону забезпечував мисливець за підводними човнами CH-35, втім, уже 14 лютого CH-35 попрямував назад, тоді як транспорти продовжили свій шлях без охорони.
Про подальшу долю конвою відомо, що на початку березня «Тасманія-Мару» вже повернулось на Палау та 6 березня полишило цей острів з конвоєм до Такао (наразі Гаосюн на Тайвані). В той же час, 21 лютого «Хасшу-Мару» перебувало за три сотні кілометрів на північний захід від порту Голландія (наразі Джаяпура, за три сотні кілометрів на захід від Веваку), де було перехоплене та торпедоване американським підводним човном USS Cero. Цього разу «Хасшу-Мару» не затонуло і змогло дістатись до Голландії, де його 9 березня потопила авіація.